# San Fernando (Chile)
San Fernando é uma comuna da província de Colchagua, localizada na Região de O'Higgins, Chile. Possui uma área de 2.441,3 km² e uma população de 63.732 habitantes (2002).